# Algol (film, 1920)
Pour les articles homonymes, voir Algol.
Pour plus de détails, voir Fiche technique et Distribution.
Algol, la tragédie du pouvoir (titre original : Algol. Eine Tragödie der Macht) est un film allemand muet réalisé par Hans Werckmeister, sorti en 1920.

## Synopsis
Robert Herne travaille dans une mine de charbon où il rencontre un extraterrestre venu d'une planète orbitant autour d'Algol qui lui confie une machine qui peut lui fournir une source illimitée d'énergie.

## Fiche technique
- Titre : Algol. Eine Tragödie der Macht
- Réalisation : Hans Werckmeister
- Scénario :  Hans Brennert, Friedel Köhne
- Directeurs de la photographie :  Axel Graatkjær, Hermann Kircheldorff
- Décorateurs : Walter Reimann, Paul Scheerbart
- Pays d'origine :  République de Weimar
- Lieux de tournage : Berlin, Potsdam[1]
- Sociétés de production : Deutsche Lichtbild-Gesellschaft
- Longueur : 2 144 mètres (6 bobines)
- Durée : 99 minutes (version restaurée de 2011)
- Format : Noir et blanc - Muet
- Dates de sortie : 
  -  République de Weimar : 3 septembre 1920
  -  États-Unis : 16 juillet 1928

## Distribution
- Emil Jannings : Robert Herne
- John Gottowt : l'extraterrestre, vraisemblablement venu d'une planète orbitant autour d'Algol.
- Hans Adalbert Schlettow : le fils de Maria
- Hanna Ralph : Maria Obal
- Erna Morena : Yella Ward
- Ernst Hofmann : Reginald Herne
- Gertrude Welcker : Leonore Nissen
- Käthe Haack: Magda Herne, la fille de Robert Herne
- Sebastian Droste : le danseur

## Autour du film
- Walter Reimann fut l'un des décorateurs de Le Cabinet du docteur Caligari.
- Longtemps, ce film fut considéré comme perdu. Néanmoins, une copie fut retrouvée et projetée le 29 novembre 2010 au MoMA dans le cadre de l'exposition Weimar Cinema, 1919–1933: Daydreams and Nightmares[2].

## Avis sur le film
- « Algol n’est pas un film inintéressant bien que très inégal à plusieurs points de vue. Comme dans La Fin du monde, comme plus tard dans Métropolis, le scénario met en scène ce qu’on doit nommer les luttes de classes, ce quelques années avant la crise de 1929. » Cine-SF[3]
- (en) : « As such, the movie hovers in a somewhat odd area between FAUST and METROPOLIS, though it really can't be fairly compared with either one. One odd thing about the movie is that it really doesn't seem to dwell on political or social commentary despite the theme of economic oppression (...) »  Dave Sindelar [4]